# Élevage en France
L'élevage en France est l'ensemble des activités visant à reproduire des animaux en France. Il permet de fournir entre autres de la viande, du poisson, du lait, des œufs, des peaux, de la laine, du miel, des fruits de mer, des animaux pour le marché des animaux de compagnie, un travail de traction, du fumier et d'entretenir des espaces ouverts. Environ un milliard d'animaux d'élevage sont tués chaque année en France.

## Histoire
L'élevage est apparu dans ce qui n'était pas encore la France au VIe millénaire av. J.-C., avec les premières domestications d'animaux dans l'est et le sud-est du territoire actuel.

## Produits de l'élevage

### Production d’œufs
En 2020 la France a produit 15,7 milliards d’œufs ce qui en fait le premier producteur de l'Union européenne.
Selon l'ITAVI la production d'œufs en France a progressé de 4,9%, la plus importante au sein de l'Union européenne.

### Production laitière
En 2020, l'industrie laitière représentait 39 milliards de chiffre d'affaires, 298 000 emplois et la production françaises est la seconde d'Europe après l'allemande.
L'exportation représente une part importante de la production françaises avec plus quatre milliards d'euro d'excédent commerciale.

## Types d'élevage

### Élevage de poules
Environ 800 millions de poulets sont abattus chaque année en France. Ce chiffre est en augmentation du fait de la hausse de la consommation de viande de volaille (+ 6,7% en 2018 par rapport à 2017).

### Élevage bovin
La France exploite le premier cheptel bovin de l'Union européenne avec 19,4 millions de bovins en 2008. Le nombre total de bovins était en 2014 à peu près le même qu'en 2000.
Près de deux millions de veaux sont abattus chaque année en France, dont la plus grande partie provient du cheptel de vaches laitières. La France a exporté en 2018 plus de 247 000 veaux nourrissons, principalement à destination de l’Espagne où ils sont engraissés.
Selon la Fédération des éleveurs bovins, la France a perdu 837 000 vaches dont 494 000 vaches allaitantes entre 2016 et 2023. Le cheptel en France, qui reste le premier producteur européen de viande bovine, se contracte de -11 % en six ans en raison de départs à la retraite non remplacés, d'arrêts d'activité et d'aléas climatiques. Cette baisse du nombre de vaches élevées en France se traduit par un manque de viande de bœuf française et une hausse des importations. La consommation étant stable, les industriels importent de la viande, notamment depuis la Pologne.

### Élevage de lapins
Avec une production de plus de 54 000 tonnes de viande de lapin en 2015 la France se place en seconde place de la production européenne. En 2016 les français consomment  plus de 750g en moyenne.
Le poids économique de la filière cunicole Le secteur représente environ  8  000 emplois directs et indirects pour un chiffre d’affaires de l’ordre de 600 millions d’euros. Seul 1/3 des exploitations sont spécialisées, les autres sont des activités complémentaires à d'autres (par exemple production végétale).
En France, plus de 40 millions de lapins vivent en cage, soit 99 % d'entre eux. Les élevages comptent en moyenne plus de 6 000 animaux.

### Élevage porcin
La France métropolitaine compte au total 22 300 exploitations élevant des porcs en 2010 
contre 59 500 en 2000. Mais la production est principalement réalisée par 11 500 élevages 
détenant  plus  de  100  porcs  ou  20  truies. Leur  taille  moyenne  est  passée  de  900  à  1  200 
porcs  en  dix  ans. Le  modèle  naisseur-engraisseur  est  largement  dominant. En  dix  ans, la 
France a perdu 7 % de ses effectifs porcins.
En 2019, on compte près de 1 million de truies reproductrices en France. Chacune d’elles donne naissance à 65 petits, castrés à vif quelques jours plus tard. Les plus résistants sont gavés, les autres, jetés à la poubelle. Environ 23 millions de porcs sont destinés à l’abattoir chaque année.
En France, la castration des porcs mâles est pratiquée sur environ 85% d'entre eux.

## Critiques de l'élevage en France

### Impact de l'élevage sur l'environnement
Le méthane, émis par les ruminants, est un gaz au pouvoir de réchauffement 28 fois plus élevé que celui du CO2 et qui serait responsable d’environ 20 % de l’accroissement de la température (+1 ºC) depuis le début du siècle. Avec 14,5 % des émissions mondiales de gaz à effet de serre en 2013, l’élevage est particulièrement incriminé dans les dérèglements climatiques,

### Critiques liées au bien-être animal
L'association antispéciste L214 critique régulièrement les conditions de vie des animaux dans les élevages français. Elle écrit au sujet des élevages de lapins : « Les lapines vivent isolées les unes des autres et sont inséminées 10 jours après chaque mise bas. Dès la naissance, les petits sont triés : ils sont répartis en fonction de leur taille et de leur poids. Les malades, les plus petits et ceux en surnombre sont assommés sur le rebord d'une caisse ; il arrive que certains agonisent ensuite au milieu des mort-nés. Pourtant, un quart des lapins meurent avant d’atteindre l’âge où ils sont abattus. Vers deux mois et demi, les lapins sont entassés dans des caisses et conduits à l’abattoir. » L'élevage en batterie, principal mode d'élevage des lapins (99% d'entre eux sont concernés), est dénoncé : le sol grillagé, l'impossibilité d'adopter des comportements naturels, et le peu d'espace dont bénéficie chaque lapin (L214 compare cet espace à la surface d'une feuille A4), sont critiqués.
En réaction aux critiques, l'Institut français d'opinion publique (IFOP) déconseille en 2018 de « sortir les consommateurs de leur ignorance quant aux conditions d’élevage », estimant que la présentation d'images issues d'élevages professionnels nuit à la vente de viande de lapin. Il recommande de s'affranchir, sur l'emballage du produit, de précisions concernant le mode d'élevage des lapins.
D'après Paris Match, les poulets français sont élevés dans des conditions déplorables : « Des bâtiments sans fenêtre, une lumière artificielle, des volailles entassées au sol les unes contre les autres, à perte de vue. Litière crasseuse, des cadavres. Sélectionnés génétiquement pour grossir vite, certains poulets ont le ventre et les pattes si déformées qu’ils ne peuvent plus se tenir debout. D’autres, déplumés, écorchés, agonisent, étouffés par la puanteur de l’ammoniac ou meurent de soif parce qu’ils n’arrivent pas à atteindre les abreuvoirs ».